# 洛斯特河 (愛達荷州)
洛斯特河（英語：Lost River）是一個位於美國愛達荷州卡斯特縣的城市。

## 地理
洛斯特河的座標為44°43′18″N 113°32′42″W / 44.72167°N 113.54500°W，而該地的平均海拔高度為1461米（即4793英尺）。

## 人口
根據2010年美國人口普查的數據，洛斯特河的面積為22.53平方千米，當中陸地面積為22.51平方千米，而水域面積為0.02平方千米。當地共有人口68人，而人口密度為每平方千米3.02人。